# لافاييت (لويزيانا)
لافاييت (بالإنجليزية: Lafayette, Louisiana)‏ هي مدينة تقع في الولايات المتحدة في مقاطعة لافايت (لويزيانا). يقدر عدد سكانها بـ 120,687 نسمة وترتفع عن سطح البحر 10.97 متر.

## المدن التوأمة
مدن نامور و لي كانيت هي مدن توأمة لـلافاييت (لويزيانا).

## أعلام
- آر جي مت
- أنجيلا كينزي
- ريتشارد غويدري
- جيفرسون كافيري
- جيرارد لويس فراي
- دانييل هاريس
- جون إل. لوس
- كارل دبليو. باور
- دانيال كورميي
- تشاندا روبين